# Aeroporto di Irkutsk

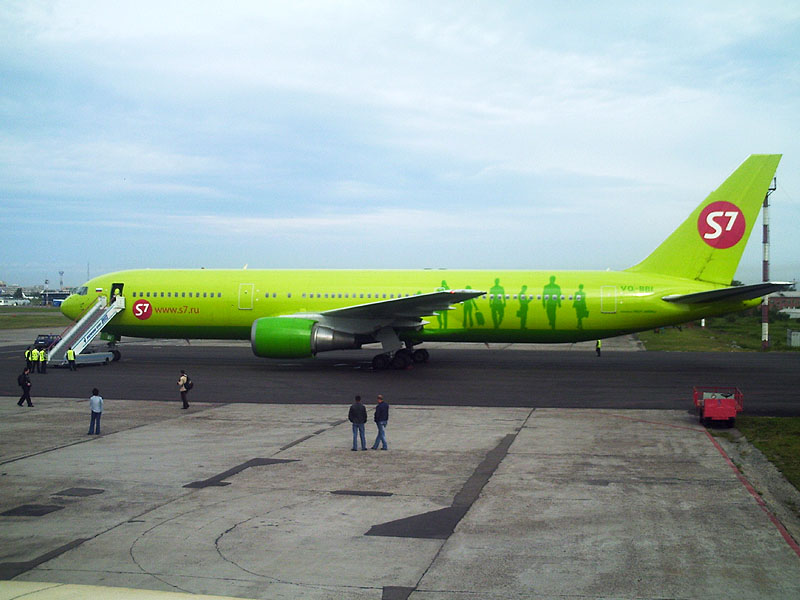
Boeing 767-300 nella livrea della russa S7 Airlines all'aeroporto di Irkutsk.

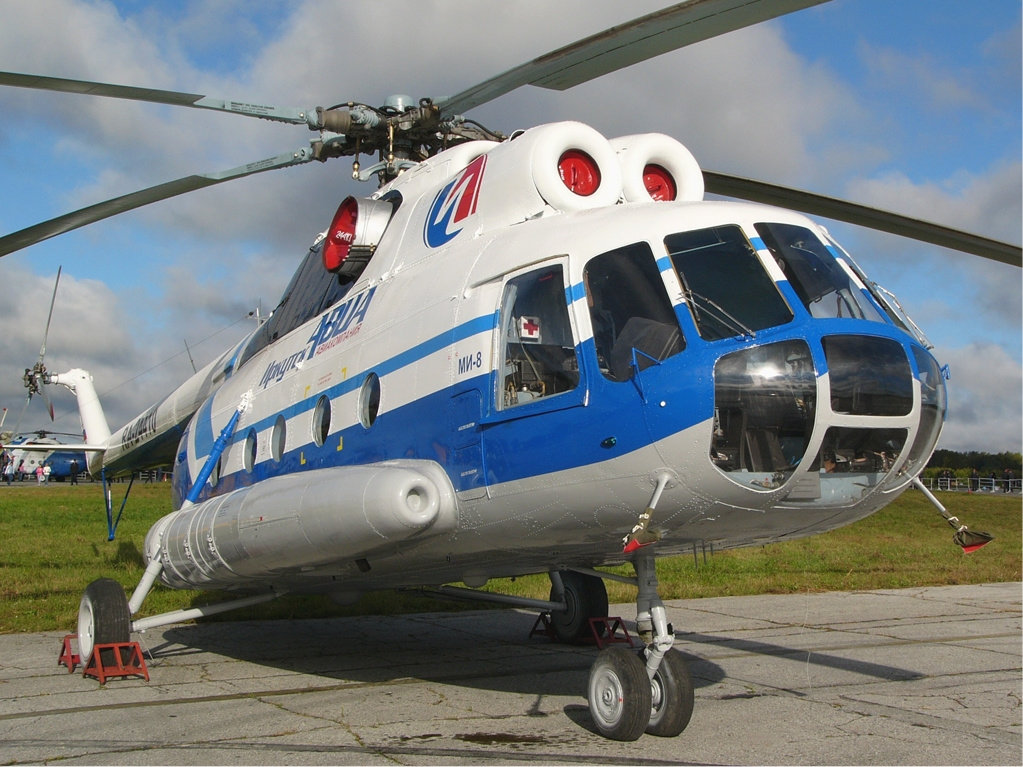
Mil Mi-8T nella livrea della russa Irkutsk Avia.

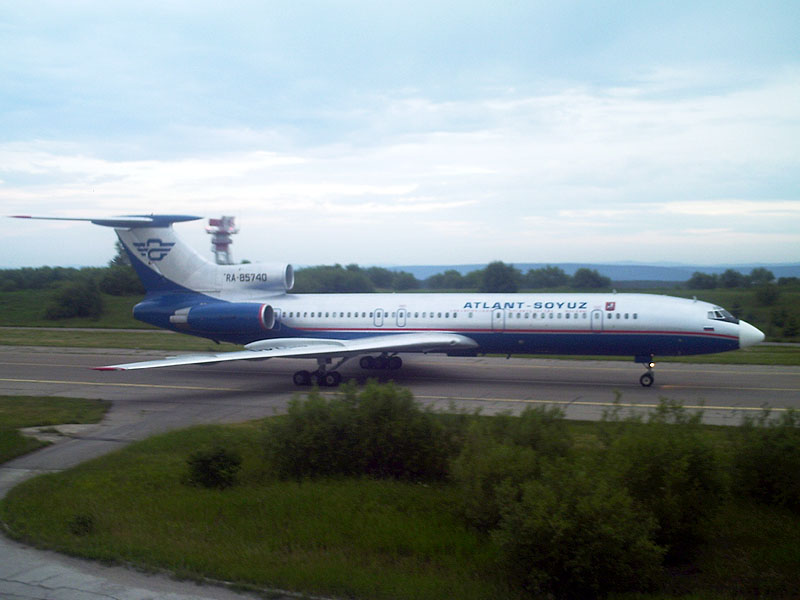
Tupolev Tu-154M nella livrea della russa Atlant-Soyuz Airlines all'aeroporto di Irkutsk.

L'aeroporto di Irkutsk (in russo Аэропорт Иркутск?) è un aeroporto internazionale situato a 8 km dalla città di Irkutsk, nell'oblast' di Irkutsk, in Russia.

## Storia
24 giugno 1925 - i primi aerei del volo storico Mosca - Pechino atterrano a Irkutsk.
Gennaio 1948 - apertura dei voli di linea Mosca - Irkutsk, Irkutsk - Jakutsk.
30 dicembre 1954 - l'aeroporto di Irkutsk diventa un aeroporto internazionale.
15 settembre 1956 - il primo volo del jet sovietico Tupolev Tu-104 sulla linea Mosca - Irkutsk - Pechino.
7 marzo 1975 - il primo volo del jet sovietico Tupolev Tu-154 dall'Aeroporto di Irkutsk.
11 novembre 1980 - l'arrivo a Irkutsk del primo aereo cargo sovietico Ilyushin Il-76.
1º aprile 1992 - la creazione della Azienda Statale all'aeroporto di Irkutsk.
28 ottobre 1994 - l'apertura dell'aeroporto per i voli di linea internazionali.
14 luglio 2004 - la certificazione della pista dell'aeroporto di Irkutsk alla I categoria ICAO 60 x 800 m.
26 dicembre 2007 - 1 milione dei passeggeri transitati all'aeroporto di Irkutsk nel 2007.
10 aprile 2009 - l'apertura del Terminal Passeggeri nuovo all'aeroporto.
4 maggio 2009 - l'apertura del servizio internet con la rete Wi-Fi all'aeroporto di Irkutsk.
25 maggio 2010 - nel 2009 l'aeroporto è stato nominato dall'Associazione Internazionale dell'Aviazione Civile "Aeroport" il miglior aeroporto dei paesi della Comunità degli Stati Indipendenti nella categoria degli aeroporti con il traffico passeggeri tra 500 000 e 1 milione persone/anno.
7 luglio 2010 - nel periodo gennaio - giugno 2010 il traffico passeggeri dell'aeroporto è significativamente aumentato raggiungendo 463,162 persone, il 34% in più rispetto allo stesso periodo del 2009.
3 dicembre 2010 - 1 milione dei passeggeri transitati all'aeroporto di Irkutsk nel 2010 mostrando una crescita di traffico mai registrata dal 1995.
4 settembre 2012 - 946,308 persone sono transitati all'aeroporto di Irkutsk nel periodo gennaio - agosto 2012, il 12% in più rispetto allo stesso periodo del 2011.
12 agosto 2013 -  843,094 persone sono transitati all'aeroporto di Irkutsk nel periodo gennaio - agosto 2013, il 7% in più rispetto allo stesso periodo del 2012.

## Dati tecnici
L'aeroporto di Irkutsk è dotato di una pista attiva 3.564 m x 45 m di I categoria ICAO che permette il decollo/atterraggio di tutti i tipi degli elicotteri e degli aerei Antonov An-2, Antonov An-24, Yakovlev Yak-40, Ilyushin Il-76, Ilyushin Il-86, Tupolev Tu-154, Tupolev Tu-134, Tupolev Tu-204 (Tupolev Tu-214), Ilyushin Il-114, Antonov An-12, Antonov An-26, Boeing 757, Boeing 737, Boeing 767, Airbus A310, Airbus A320 (Airbus A319, Airbus A321), McDonnell Douglas MD-82, McDonnell Douglas MD-90, Fokker F50, Fokker F100, ATR-42.
Inoltre con il permesso speciale all'aeroporto possono atterrare gli aerei Ilyushin Il-62, Antonov An-124 Ruslan, Boeing 747, Ilyushin Il-96.
Il peso massimo al decollo della pista aeroportuale è di 360 tonnellate.
L'aeroporto di Irkutsk è aperto 24 ore al giorno.

## Terminal Passeggeri
L'attuale capacità del Terminal Nazionale è di 800 passeggeri/ora, la capacità del Terminal Internazionale è di 650 passeggeri/ora.

## Terminal Cargo
Il Terminal cargo dell'aeroporto di Irkutsk dispone di una superficie di 2,2 ettari e ha la capacità di elaborare 150 tonnellate di merce durante 24 ore.

## Scalo d'emergenza ETOPS
L'aeroporto di Irkutsk costituisce uno scalo d'emergenza per aerei a lungo raggio bimotori (Airbus A300, Airbus A310, Airbus A330, Boeing 757, Boeing 767, Boeing 777, Gulfstream V G500/G550, Gulfstream IV G350/G450) che compiono le rotte transcontinentali transpolari № 3 e № 4 dall'Asia (Hong Kong, Nuova Delhi) per America del Nord (New York, Vancouver). Secondo la regola ETOPS in ogni momento del volo di un aereo bimotore nel raggio di 180-207 minuti devono esserci aeroporti d'emergenza; gli aeroporti russi di Čul'man, Salechard, Noril'sk, Pevek, Poljarnyj, Jakutsk, Mirnyj, Bratsk, Blagoveščensk, Irkutsk, Chatanga, Tiksi fanno parte degli aeroporti d'emergenza per soddisfare i requisiti ETOPS.

## Servizi
Le strutture dell'aeroporto di Irkutsk comprendono:
- Biglietteria con sportello
- Punto informazioni e prenotazione
- Banca e cambiavalute
- Polizia di frontiera
- Dogana
- Capolinea autolinee
- Taxi
- Bar e fast food
- Ristorante
- Ambulatorio medico e veterinario
- Edicola
- Servizi Igienici
- Servizio internet con la rete Wi-Fi
- Telefono pubblico

## Collegamenti con Irkutsk

### Trasporto pubblico
L'aeroporto di Irkutsk è ben servito e facilmente raggiungibile dal centro della città con le linee dei filobus no.4 e no.6 dell'Azienda Municipale dei Trasporti di Irkutsk. Con due linee dei bus no.20, no.94 si raggiunge la Stazione di Irkutsk delle Ferrovie russe. La linee no.44 e no.80 collegano l'aeroporto con il Policlinico Regionale. Inoltre, altre linee del trasporto pubblico collegano il Terminal aeroportuale con i distretti della città.